# 平戸 (横浜市)
平戸（ひらど）は、神奈川県横浜市戸塚区の町名。現行行政地名は平戸一丁目から平戸五丁目。住居表示実施済み区域。

## 地理
横浜市戸塚区の北東部に位置し、北-東は保土ケ谷区、東-南は南区に接する。町の南東部を東から南へ国道1号が通り、国道の南東が一丁目、北西が二~五丁目となっている。主に住宅地となっている。
品濃町との境は旧東海道で、品濃一里塚が残されている。保土ケ谷区との区境は、律令国時代の相模国と武蔵国の国境であった。

### 面積
面積は以下の通りである。
| 丁目       | 面積（km²） |
| ---------- | ----------- |
| 平戸一丁目 | 0.191       |
| 平戸二丁目 | 0.217       |
| 平戸三丁目 | 0.322       |
| 平戸四丁目 | 0.191       |
| 平戸五丁目 | 0.207       |
| 計         | 1.128       |

### 地価
住宅地の地価は、2024年（令和6年）1月1日の公示地価によれば、平戸2-23-9の地点で21万4000円/m²、平戸4-21-5の地点で28万5000円/m²となっている。

## 歴史

### 沿革
1982年（昭和57年）7月19日に平戸町北東部で住居表示を実施、平戸一-五丁目を新設した。歴史については平戸町の項も参照のこと。

## 世帯数と人口
2025年（令和7年）6月30日現在（横浜市発表）の世帯数と人口は以下の通りである。
| 丁目       | 世帯数    | 人口     |
| ---------- | --------- | -------- |
| 平戸一丁目 | 1,446世帯 | 3,166人  |
| 平戸二丁目 | 1,270世帯 | 2,810人  |
| 平戸三丁目 | 1,716世帯 | 3,880人  |
| 平戸四丁目 | 898世帯   | 1,954人  |
| 平戸五丁目 | 1,014世帯 | 2,233人  |
| 計         | 6,344世帯 | 14,043人 |

### 人口の変遷
国勢調査による人口の推移。
| 年                 | 人口   |
| ------------------ | ------ |
| 1995年（平成7年）  | 13,197 |
| 2000年（平成12年） | 14,015 |
| 2005年（平成17年） | 13,816 |
| 2010年（平成22年） | 14,648 |
| 2015年（平成27年） | 14,216 |
| 2020年（令和2年）  | 14,389 |

### 世帯数の変遷
国勢調査による世帯数の推移。
| 年                 | 世帯数 |
| ------------------ | ------ |
| 1995年（平成7年）  | 4,617  |
| 2000年（平成12年） | 5,153  |
| 2005年（平成17年） | 5,184  |
| 2010年（平成22年） | 5,613  |
| 2015年（平成27年） | 5,583  |
| 2020年（令和2年）  | 5,957  |

## 学区
市立小・中学校に通う場合、学区は以下の通りとなる（2024年11月時点）。
| 丁目       | 番・番地等                     | 小学校                 | 中学校               |
| ---------- | ------------------------------ | ---------------------- | -------------------- |
| 平戸一丁目 | 1〜17番                        | 横浜市立六つ川西小学校 | 横浜市立六ツ川中学校 |
| 平戸一丁目 | 18〜19番                       | 横浜市立平戸小学校     | 横浜市立六ツ川中学校 |
| 平戸二丁目 | 1番〜33番26号 33番42号〜最終号 | 横浜市立平戸小学校     | 横浜市立境木中学校   |
| 平戸二丁目 | 33番27〜41号 34〜36番          | 横浜市立境木小学校     | 横浜市立境木中学校   |
| 平戸三丁目 | 1番〜58番8号                   | 横浜市立境木小学校     | 横浜市立境木中学校   |
| 平戸三丁目 | 58番9〜31号                    | 横浜市立平戸小学校     | 横浜市立境木中学校   |
| 平戸四丁目 | 1番〜16番60号 16番64号〜36番   | 横浜市立平戸小学校     | 横浜市立平戸中学校   |
| 平戸四丁目 | 16番61〜63号                   | 横浜市立境木小学校     | 横浜市立境木中学校   |
| 平戸五丁目 | 1番                            | 横浜市立平戸小学校     | 横浜市立境木中学校   |
| 平戸五丁目 | 2〜37番                        | 横浜市立平戸小学校     | 横浜市立平戸中学校   |

## 事業所
2021年（令和3年）現在の経済センサス調査による事業所数と従業員数は以下の通りである。
| 丁目       | 事業所数  | 従業員数 |
| ---------- | --------- | -------- |
| 平戸一丁目 | 50事業所  | 449人    |
| 平戸二丁目 | 51事業所  | 344人    |
| 平戸三丁目 | 43事業所  | 313人    |
| 平戸四丁目 | 11事業所  | 26人     |
| 平戸五丁目 | 24事業所  | 158人    |
| 計         | 179事業所 | 1,290人  |

### 事業者数の変遷
経済センサスによる事業所数の推移。
| 年                 | 事業者数 |
| ------------------ | -------- |
| 2016年（平成28年） | 195      |
| 2021年（令和3年）  | 179      |

### 従業員数の変遷
経済センサスによる従業員数の推移。
| 年                 | 従業員数 |
| ------------------ | -------- |
| 2016年（平成28年） | 1,331    |
| 2021年（令和3年）  | 1,290    |

## 交通
国道1号に神奈川中央交通の路線バスが横浜駅・戸塚駅方面に運行しているほか、国道の平和台折返場から横浜駅・関内駅方面への横浜市営バスの便がある。東戸塚駅からは県営平戸団地へ神奈中バス、町の中央部の平戸二丁目へ横浜市営の循環バスが運行されている。

## 施設
- 横浜平戸郵便局
- 三王山公園

### 学校
- 横浜市立境木中学校
- 横浜市立境木小学校

## その他

### 日本郵便
- 郵便番号 : 244-0802[3]（集配局：戸塚郵便局[18]）

### 警察
町内の警察の管轄区域は以下の通りである。
| 町名       | 街区 | 警察署     | 交番     |
| ---------- | ---- | ---------- | -------- |
| 平戸一丁目 | 全域 | 戸塚警察署 | 平戸交番 |
| 平戸二丁目 | 全域 | 戸塚警察署 | 平戸交番 |
| 平戸三丁目 | 全域 | 戸塚警察署 | 平戸交番 |
| 平戸四丁目 | 全域 | 戸塚警察署 | 平戸交番 |
| 平戸五丁目 | 全域 | 戸塚警察署 | 平戸交番 |